# Valerie Solanas

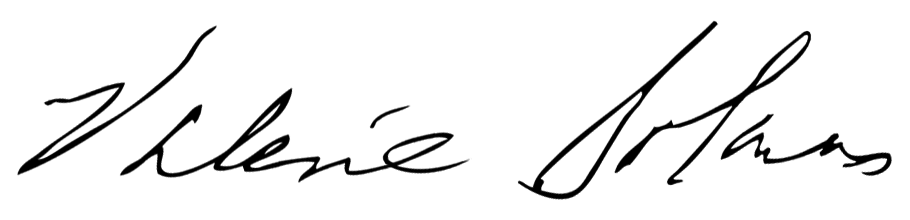
Unterschrift von Valerie Solanas

Valerie Jean Solanas (* 9. April 1936 in Atlantic City, New Jersey; † 25. April 1988 in San Francisco, Kalifornien) war eine US-amerikanische radikal-feministische Schriftstellerin, die durch ihren Mordversuch an Andy Warhol sowie als Autorin des SCUM Manifesto bekannt wurde.

## Leben
Solanas war die ältere von zwei Töchtern von Dorothy Biondi und Louis Solanas, der als Barkeeper arbeitete. Solanas machte im Juni 1954 ihren Schulabschluss an der Oxon Hill High School in Maryland und begann anschließend ein Studium der Psychologie an der University of Maryland, das sie 1958 abschloss. Im Jahr darauf brach sie ihren Masterstudiengang an der University of Minnesota ab, um das Land zu bereisen.
Laut einem psychiatrischen Gerichtsgutachten von 1968 war Solanas’ Kindheit und Jugend „ziemlich traurig“ und von einem „zerrütteten Elternhaus“ geprägt. Sie wurde von ihrem Vater sexuell missbraucht und häufig außerhalb der Familie untergebracht. Solanas gab an, bereits im Alter von dreizehn Jahren sexuelle Erfahrungen gesammelt und Ladendiebstahl als normal empfunden zu haben. Als Vierzehnjährige wurde sie in einem Internat untergebracht, was sie als zeitweilige Rettung empfand. Einem Studienkollegen erzählte sie, dass sie sich ihr Studium durch Prostitution finanziere.
Mitte der 1960er Jahre lebte Solanas in Greenwich Village im New Yorker Stadtbezirk Manhattan, wo sie ihren Essay „SCUM Manifesto“ im Handverkauf anbot, obdachlos war und sich von Resten ernährte. Sie lernte Andy Warhol kennen und war bald darauf öfter Gast in seiner Factory. Bevor sie ihn kennenlernte, sendete sie Warhol bereits ihr einziges Manuskript des Theaterstückes Up your Ass (zu deutsch sinngemäß „Leck mich“) zu. Er schien interessiert, jedoch verschwanden die Papiere in der Factory. In dem Maß, in dem Solanas später unter Wahnvorstellungen litt, wuchs ihre Überzeugung, dass Warhol ihr das Stück gestohlen habe.
1967 traf Solanas den Verleger Maurice Girodias, der zu diesem Zeitpunkt vor allem Underground-Literatur sowie Pornografie veröffentlichte. Er war von ihrem „Wortwitz“ begeistert und bezeichnete sie als „Bilderstürmerin“. Er kaufte ihr die Rechte am S.C.U.M. Manifesto ab.
Noch im selben Jahr spielte Solanas eine Rolle in Warhols Film I, A Man. Sie fühlte sich von Warhol und der künstlerischen Hierarchie seiner Factory ausgenutzt und verlangte eine Gagenerhöhung. Nachdem sie ihn deshalb telefonisch bedrängt hatte, wurde sie von der Factory ausgeschlossen. Im Herbst 1967 wurde ihr ihre Unterkunft im Chelsea Hotel gekündigt, und sie begann, an eine Konspiration von Warhol und Girodias zu glauben. Außer sich vor Zorn und Verzweiflung, beschimpfte sie Warhol am Telefon.
Am 3. Juni 1968 passte Valerie Solanas Warhol vor den neuen Räumen seiner Factory ab und schoss dreimal auf ihn. Warhol wurde durch einen Schuss schwer an Milz, Bauch, Leber und Speiseröhre verletzt. Außerdem schoss sie den Kunstkritiker Mario Amaya in die Hüfte und versuchte, Warhols Manager Fred Hughes in den Kopf zu schießen. Dabei blockierte ihre Pistole. Hughes forderte sie auf zu gehen, und Solanas verließ die Factory, wobei sie allerdings eine Papiertüte mit ihrem Adressbuch auf einem Tisch zurückließ. Warhol wurde ins Columbus-Mother Cabrini Hospital gebracht und musste sich einer fünfstündigen Operation unterziehen, die erfolgreich verlief.
Girodias nutzte die durch den Skandal ausgelöste öffentliche Aufmerksamkeit, um Solanas’ S.C.U.M. Manifesto zu veröffentlichen. Solanas wurde zu drei Jahren Haft verurteilt, die sie im Matteawan State Hospital für kriminelle Geisteskranke absaß. Nach ihrer Entlassung 1971 war sie meist obdachlos, in den 1980er-Jahren lebte sie in Kalifornien. Am 25. April 1988 wurde sie vom Hausmeister eines Obdachlosenheims im Tenderloin-Viertel von San Francisco tot aufgefunden. Sie war mit 52 Jahren an einem Lungenemphysem erstickt.
Solanas’ Leben und die Hintergründe ihrer Schüsse auf Warhol wurden 1997 von Mary Harron unter dem Titel I Shot Andy Warhol verfilmt. Die Hauptrolle spielte Lili Taylor.

## Werk
- SCUM manifesto, Olympia Press, London, 1971, ISBN 0-7004-1030-9.
- Manifest der Gesellschaft zur Vernichtung der Männer, SCUM, März Verlag, Darmstadt 1969. Lizenzausgabe bei Philo Fine Arts, Hamburg 2010, ISBN 978-3-86572-666-7
- Theaterstück Up Your Ass (sinngemäß „Leck mich“)

## Film und Fernsehen
- Solanas Geschichte wurde 1996 unter dem Titel I Shot Andy Warhol verfilmt.
- Das S.C.U.M. Manifesto wurde 1976 mit Delphine Seyrig verfilmt.
- Die Folge Valerie Solanas starb für deine Sünden, Drecksack! aus der siebten Staffel der Serie American Horror Story (Cult) widmet sich Solanas und S.C.U.M. und schlägt eine (fiktive) Brücke zu den Taten des Zodiac-Killers.